# チャールズ・サンダース・パース
チャールズ・サンダース・パース（英: Charles Sanders Peirce、1839年9月10日 - 1914年4月19日）は、アメリカ合衆国の哲学者、論理学者、数学者、科学者であり、プラグマティズムの創始者として知られる。
マサチューセッツ州ケンブリッジ生まれ。パースは化学者としての教育を受け、米国沿岸測量局に約30年間、科学者として雇われていた。「アメリカ合衆国の哲学者たちの中で最も独創的かつ多才であり、そしてアメリカのもっとも偉大な論理学者」ともいわれる。存命中はおおむね無視され続け、第二次世界大戦後まで二次文献はわずかしかなかった。莫大な遺稿の全ては今も公表されていない。パースは自分をまず論理学者とみなし、さらに論理学を記号論（semiotics）の一分野とみなした。

## 生涯
清教徒の移民であったジョン・パースの子孫であり、当時アメリカ最大の数学者と見なされたハーバード大学数学教授ベンジャミン・パースの次男として生まれる。早くから父に才能を見いだされ、特別の教育を受ける。なぞなぞ・トランプの手品・チェス・暗号を好み、8歳で化学者、10歳で数学者となり、12歳のときにはホエイトリーの『論理学の要項』を教えられ、これを完全に理解したという。1862年にバチェラー・オブ・アーツ、1863年にはマスター・オブ・アーツの学位をハーバード大学からそれぞれ抜群の成績で授与され、1869年〜70年度には、エマスン、キャボット、フィスクなどの年長者と並んでハーバード大学の哲学講演に参加した。
1859年に米国沿岸測量局に就職したのを皮切りに、1891年まで断続的に測量の仕事を続けた。1869年から1875年まで、ハーバード大学天文台の助手として測光に従事した。光の波長を測量の規準単位として用いるやり方は、パースが始めたものである。1875年にアメリカの最初の代表として国際測地学協会に出席し、振り子による実験が精密ではないことを指摘し、各国の学者に注目されている。
1867年のアメリカ芸術科学アカデミーでパースは、すでに1847年にブールが発表していた『論理の数学的分析』の重要性を指摘し、その体系に改良を加えた。学会が注目しなかったので中断されてしまったが、パースの記号論理学における仕事はシュレーダーの『論理の代数についての講義』に引き継がれ、さらにラッセルとホワイトヘッドの『数学原理』に結実することになる。
1887年以後、ペンシルベニア州のミルフォードに隠棲し、さまざまな事典や雑誌への寄稿と新刊書評によって生計を立てた。『ネイション (The Nation)』誌のための新刊書評を担当していたときは、莫大な数の書物を読みこなしては毎日2000語ずつ書いたと言われている。これらの仕事は、エジプト学・犯罪学・言語学・心理学・数学・力学・天文学・化学・測量・社会学・歴史・文芸評論・神学・伝記に及ぶ。
パースの興味は常に哲学に向いていたのだが、それを本職にすることは叶わなかった。理由は、1883年に彼が引き起こした離婚問題が清教徒道徳の根強かったマサチューセッツ州で嫌われたということである。当時のハーバード大学学長のチャールズ・ウィリアム・エリオットは、パースを校内のいかなる場所にも立ち入らせなかった。このように冷遇されたことはパースの発表機会を損ね、いっそう難解にしたとも考えられる。パースは中年以後全く窮乏状態で過ごした。長い年月を持病に苦しめられつつ、死後20年たたないと学者たちから理解されないような学説を書き続けたのである。

### 米国沿岸測量局
1859年から1891年の間、パースは米国沿岸測量局に、さまざまな科学上の立場で断続的に雇われた。1880年の父の死までの間、影響力のある父から保護を受けた。この雇用のおかげで南北戦争の兵役を免れたが、このことは彼にとって非常にばつの悪いことだった。というのもボストンのエリートであるパース家はアメリカ連合国に同情していたからである。測量局で彼は主に測地学と重力測定に取り組み、地球の重力の大きさの地域による小さな変動を確定するために、振り子の利用法を改良した。測量局は彼をヨーロッパに5回派遣した。一回目は1871年で、日食を観測するために派遣されたグループの一員としてであった。ヨーロッパにいる間、彼はオーガスタス・ド・モルガン、ウィリアム・スタンレー・ジェヴォンズ、そしてウィリアム・キングドン・クリフォードについて研究した。彼らはイギリスの数学者や論理学者で、彼らの考え方はパースと似ていた。1869年から1872年まで、彼はハーバード大学天文台に助手として雇われ、星の明るさと銀河の形の確定についての重要な研究を行った。1876年、全米科学アカデミーの会員に選出。1878年、彼はメートルを特定の振動数の光の非常に多くの波長として定義した最初の人となった。

### 大学と追放
1879年、パースは新しいジョンズ・ホプキンス大学の論理学の講師に任命された。同大学は彼が興味のある多くの分野で有力だった。たとえば哲学（Josiah Royceとジョン・デューイは同大学で博士号を取得した）、心理学（スタンレー・ホールが教鞭を執り、Joseph Jastrowが研究を行った。Jastrowは重要な経験的研究の成果をパースと共同で執筆した）、そして数学（ジェームス・ジョセフ・シルベスターが教鞭を執った。彼は数学と論理学についてのパースの著作を称賛するようになった）といった具合である。この身分が、パースの手にした唯一の大学での役職ということになった。なお大学での職、助成金、そして科学界での地位を得ようとするパースの努力は、当時の有力な科学者サイモン・ニューカムが秘密に表明した反対によって、ことごとく台無しにされていたといわれる。
パースの私生活もまた彼を不利にした。彼の1人目の妻ハリエット・メルシナ・フェイ (Harriet Melusina Fay) は1875年に彼と別れた。彼は間もなくある女性と親しくなったが、彼女の旧姓と国籍は現在も不明確なままである（彼女の名前はジュリエット・フロイシー［Juliette Froissy］で、彼女はフランス人だったというのが最も信頼できる推測である）。だが、彼がハリエットと離婚したのは1883年になってからのことで、彼はそのあとでジュリエットと結婚した。その年、ニューカムはジョンズ・ホプキンス大学の理事に、「パースが、ホプキンス大学で働いている間、ある女性と暮らしたり旅行したりしていたが、パースは彼女と結婚していない」ということを指摘した。スキャンダルの結果、彼は解任された。以後、Clark University、ウィスコンシン大学マディソン校、ミシガン大学、コーネル大学、スタンフォード大学、シカゴ大学で就職を試みるがすべて失敗した。パースはどちらの結婚でも子供を持たなかった。

### 離職
- 1880年代、パースの沿岸測量局の仕事への無関心は増し、測量作業の質も速度も低下した。数ヶ月で完成させるべきレポートを書くのに何年もかかったともいわれる。その間、『センチュリー事典』の論理学、哲学、そして科学に関連する何百もの項目を執筆した[注釈 5]。
- 1885年、アリソン委員会の検査はパースの潔白を証明したが、局長のJulius Hilgardおよび沿岸測量局の何人かのほかの従業員は、公金の不正支出のとがで解雇されることになった。1891年、パースは局長のトマス・メンデンホールからの要請で沿岸測量部を辞任し、以後、定職に就くことはなかった。

### 貧困
1887年、ペンシルベニア州ミルフォード近くの2000エーカー（8平方km）の田舎の土地を買うために両親からの相続財産の一部を支払ったが、この土地が経済的収益をもたらすことはけっしてなかった。彼はそこに大きな家を建て、家に「アリスベー」(Arisbe) という名前をつけ、人生の残りの期間を過ごし、大量に執筆をしたが、遺稿の多くは公表されていない。
生活は、まもなく深刻な金銭的、法的困難を引き起こし、最後の20年間の多くを冬は暖房なしで過ごし、地元のパン屋が親切に寄贈してくれた古いパンをいつも食べていた。新しい文房具を買うことができないので、彼は古い原稿の裏に執筆した。暴行および債務不履行に対する未執行の逮捕状のため、彼はしばらくの間ニューヨーク市で逃亡生活を送らざるをえなかった。彼の兄弟James Mills Peirceと彼の近所の人たち、Gifford Pinchotの親類の人たちを含む何人かの人たちが彼の借金を処理し、彼の固定資産税と貸付金を支払った。
パースは科学技術関連のコンサルタントをやり、原稿料を得るために大量に執筆した。執筆したのは主に辞書と百科事典の項目、「ネイション」誌での書評だった。ほかスミソニアン博物館のサミュエル・ラングレー館長からの強い勧めで、同館向けに翻訳をした。パースは動力飛行についてのラングレーの研究のために、大量の数値計算を行いもした。資金を稼ぐことを望んで、パースは発明をしようと試みた。彼は多くの著書を作ろうとしたが、完成させることはできなかった。
- 1888年、グロバー・クリーブランド大統領は彼を分析委員会 (Assay Commission) のメンバーに任命した。
- 1890年以降、シカゴのFrancis C. Russell判事がパースの友人かつ崇拝者となり、RussellはパースをPaul CarusとEdward Hegelerに紹介した。彼らはそれぞれ、アメリカの草分け的な哲学雑誌「モニスト」(The Monist) の編集長とオーナーであり、この雑誌は最終的にパースが執筆した14本の論文を公表した。
- 自分の一生の仕事を要約した著書を執筆するために、助成金を求めて、新たに創設されたカーネギー研究所へ申請を行ったが却下された。彼の宿敵ニューカムが同研究所の執行委員会に参加しており、さらに同研究所の理事長はパースが解任されたときのジョンズ・ホプキンス大学の学長だった。

これらの困難な時期にパースを助けたのは、古い友人ウィリアム・ジェームズだった。ジェームズはハーバード大学周辺でパースの連続講演を企画した。また1898年からジェームズが亡くなる1910年までの間毎年、ジェームズはボストンの友人たちに、パース支援の寄付を要請した。パースはジェームズの長男を、ジュリエットが自分より先に死んだ場合の自分の遺産相続人に指名することによって返礼した。
パースはペンシルベニア州ミルフォードで極貧状態で亡くなり、彼の妻はその20年後に亡くなった。ジュリエット・パースはパースの遺灰を入れた骨壺をアリスベで取っておいた。1934年、ペンシルベニア州知事のギフォード・ピンショーはミルフォード墓地にジュリエットを埋葬する手配をした。パースの遺灰の入った骨壺はジュリエットと共に埋葬された。

## 受容
バートランド・ラッセルは1959年に次のように書いた。「疑う余地なく［…］彼は19世紀の後期における最も独創的な人たちの一人であり、確かにこれまでで最も偉大なアメリカの思想家である。」ラッセルとホワイトヘッドの『プリンキピア・マテマティカ』は、1910年から1913年にかけて刊行されたのだが、パースに言及していない（パースの著作はもっと後になるまで広く知られることはなかった）。A・N・ホワイトヘッドは、1924年にハーバード大学に到着して間もない頃にパースの未公刊の手稿をいくらか読むうちに、パースがいかに自身の「プロセス」思考を先取りしてきたかに心を打たれた。カール・ポパーはパースを「歴史上最も偉大な哲学者たちの1人」とみなした。しかしパースの業績はすぐに認められることはなかった。ウィリアム・ジェームズやジョサイア・ロイス (Josiah Royce) といった人目を引く同時代の人たちはパースのことを称賛したし、コロンビア大学のカシウス・ジャクソン・カイザー (Cassius Jackson Keyser) やC・K・オグデンは敬意をもってパースについて書いたが、すぐに影響を及ぼしたわけではなかった。
よく考えた上でパースに専門的に注目した最初の学者は、ロイスのもとで学んだモリス・ラファエル・コーエン（Morris Raphael Cohen）である。コーエンは『偶然・愛・論理』（1923年）というタイトルのパースの選集の編者であり、パースの散逸した著作の文献目録を初めて作った人である。ジョン・デューイはジョンズ・ホプキンズ大学でパースのもとで学んだ。1916年以降、デューイは著作の中で繰り返しパースに敬意を持って言及している。デューイの著作『論理学――探究の理論』（1938年）はパースから大きく影響を受けている。Collected Papers (1931–1935) の最初の6巻が公刊されたことはパース研究においてこれまでで最も重要な出来事であり、コーエンが必要な資金を募ったことによって可能になった出来事であるが、2次研究があふれ出すきっかけにはならなかった。これら6巻の編者であるチャールズ・ハートショーンとポール・ワイス (Paul Weiss) はパースの専門家になることはなかった。初期の画期的な2次文献にはBuchler (1939)、Feibleman (1946)、そしてGoudge (1950) による論文、アーサー・W・バークスによる1941年の博士論文（バークスはのちにCollected Papersの第7巻と第8巻を編集した）、そしてWiener and Young (1952) が編集した研究がある。1946年にはチャールズ・S・パース協会 (The Charles S. Peirce Society) が設立された。1965年以降はパースのプラグマティズムとアメリカ哲学を専門とする学術季刊誌である同協会のTransactionsが刊行されている。

## 数学
パースの純粋数学における研究は数論、線型代数学、トポロジー、リスティンク数、射影幾何学、四色問題、集合論、ブール代数、そして連続体の研究に及ぶ。応用分野としては経済数学、地図の投影法、確率論、統計学などを研究した。

### 数学における発見
- パースは基礎数学や形式論理学でいくつもの重要な発見をしているが、そのほとんどは死後まで評価されることはなかった。
- 1860年には、無限数の基数演算を提案した[注釈 8]。これはゲオルク・カントールの超限数の研究の前であり（カントールが博士論文を完成させたのは1867年である）、ベルナルト・ボルツァーノの『無限の逆説』(Paradoxien des Unendlichen;1851) へのアクセスがない状態で書かれている。
- 1881年の「数の論理について」で、パースは自然数算術の公理化を提示した[4]。これはリヒャルト・デデキントとジュゼッペ・ペアノによる公理化の数年前である。またこの同じ論文においてパースは、デデキントよりも前に、今日で言うデデキント有限性に相当する有限集合の定義を初めて与えている。これは、「その真部分集合との間に単射対応が存在する集合」という無限集合の重要な形式的定義（デデキント無限）を含意している。

## 哲学

### 背景
パースの職業は科学職であって哲学職ではなかったということ、そして彼は存命中、主に科学者として、そして二次的にのみ論理学者として知られ評価されていたのであって、哲学者としてはほとんど知られたり評価されたりはしなかったということは、十分に認識されていない。この事実がパース研究におけるお決まりの前提になるまでは、哲学と論理学についての彼の著作さえ理解されることはないだろう。—Max H. Fisch, in Moore and Robin (1964), p.486
パースは30年間、科学者として働いていた。プロの哲学者だったと言える時期は、ジョンズ・ホプキンス大学で講義をした5年間だけである。彼が哲学を学び始めたのは、ハーバード大学の学部生だった頃であり、最初に読んだ哲学書はフリードリヒ・フォン・シラーの『美的書簡』だったという。そこからカントの『純粋理性批判』に移り、これを毎日2時間ずつ3年以上も読んだ結果、ほとんど完全に暗記したほどだった。後にはイギリス哲学にも触れ、特にJ・S・ミルの支持者であったチョンシー・ライトとの議論を通してミルの哲学を学んだ。論理学についてはギリシア語・ラテン語・ドイツ語・フランス語の諸文献を広くあさったが、特に中世のスコラ哲学者ドゥンス・スコトゥスから多くを学んだという。
以下、第一哲学の下位分野である現象学、規範学、形而上学の順にパースの哲学を見ていく。

### 現象学・カテゴリー論
パースの論理学の中核にあるのが彼のカテゴリー論である。彼はある箇所で、自分のカテゴリー論が「私が世界に贈るギフト」であり、「私――私の身体――が跡形なく滅びた後も、私はその中に宿ることだろう」と述べている。

#### 「新しいカテゴリー表について」
その中でも特に重要な位置を占めるのが、1868年の「新しいカテゴリー表について」という論文である。晩年になってもパースは、「新しいカテゴリー表」が「論理学的観点から見て、私の書いたものの中で最も不備の少ない」論文であると述べ、「哲学への私の唯一の貢献である」とまで評している。これらの発言から、パースがいかにこの論文を重視していたかがうかがえる。
カテゴリーというのは普遍概念、つまりどのような思考においても働いている概念のことである。（一般概念も「普遍概念」と呼ばれることがあるが、ここでは区別する。この定義に従えば、例えば「人間」は一般概念であるが普遍概念ではない）。「新しいカテゴリー表」の目的はこのような普遍概念を見つけ、それによって人間の思考の構造を最も根本的なレベルで明らかにすることである。
パースが採る方法は、実験心理学のデータからカテゴリーの候補となる概念を探し出し、それが実際にカテゴリーであるかどうかを、彼が「prescision」と呼ぶ条件を満たすかどうかによって検証していく、というものである。その結果、次の五つのカテゴリーが得られる。
- 存在
  - 質（根拠への参照）
  - 関係（被関係項への参照）
  - 表象（解釈項への参照）
- 実体

「新しいカテゴリー表」の時点では中央の三つは「偶有」と呼ばれているが、後にこの三つだけが「カテゴリー」と呼ばれ、上から順に「第一性」、「第二性」、「第三性」となる。
論文の後半では、カテゴリーの応用として、記号には「類似体」、「指標」、「シンボル」の3種類があることが示される。

### 規範学
現象学が「何があるか」を研究するのに対して、規範学は「何があるべきか」を研究する。すなわち、規範学は「現象が目的に対して有する普遍的・必然的関係を研究する」。パースは規範学を論理学、倫理学、美学の三つに分類するが、それぞれに対応する「目的」が真、善、美である。

#### 美学
美学は、あらゆる振る舞いに影響を与える諸目的についての研究であり、他の規範的諸研究の基礎に位置するとパースは考えた。

#### 倫理学
倫理学は目的一般ではなく、人間行為に関わる「良し悪し」のみを研究するという意味で、美学の特殊分野である。

#### 論理学・記号論
論理学は、人間行為のうち思考のみを扱うという意味で、倫理学の特殊分野である。
パースは自分をまず第一に論理学者と見なしていた。しかしパースが「論理学」と言うとき、彼が念頭に置いているのは、現代の哲学者が「論理学」として理解可能なものよりも遥かに射程が広い。パースにとって論理学は、広く探究 (inquiry) の構造と方法を研究する学問分野である。そして「探究」というのも科学的探究に限らず、あらゆる思考や知覚過程を含む。

##### 論理学の前提
パースは、1898年に行ったケンブリッジ連続講義の第四講義「論理学の第一規則」で次のように述べている。

理性の第一の、そしてある意味で唯一の規則は、学ぶためには、学ぶことを欲する必要があり、しかも自分が考えたいと思うことに満足することなく欲する必要がある、ということである。ここから、哲学の街のあらゆる壁に刻まれるべき一つの系が帰結する：
探究の道を塞ぐな。

##### デカルト主義批判
パースは、1868年にJournal of Speculative Philosophyに掲載された論文「人間に備わっているとされるいくつかの能力に関する疑問」において、当時様々な形で広く普及していたデカルト哲学を批判している。
パースのデカルト主義批判の要は、後者が「直観」(intuition) に訴えるという点である。直観というのは、直前の認識によって決定されないような認識、言い換えれば「前提なき結論」である。ここでパースの議論において重要なのは、絶対的に不可知なものの概念は自己矛盾であるという点である。どのような特定の思考についても、それから独立のものを考えることできる。というのも、そうでなければ認知的誤謬の可能性がないことになってしまうからである。しかし思考一般から独立のものを考えることはできない。なぜなら、あるものを「思考一般から独立」なものとして思考することは、やはりそれを思考することであるからである。ゆえに「絶対的に不可知なもの」の概念も思考可能であるが、そうするとこれは「A、非A」という形式の概念になってしまい、矛盾概念である。ここからパースは、「（最も広い意味における）認識可能性 (cognizability) と存在 (being) は、形而上学的に同じであるばかりでなく、同義的な用語である」という結論を引き出している。したがってカントの物自体のような概念は斥けられなければならない。
さて、直観というのは直前の認識によって決定されないような認識であった。しかしある認識を説明できるのは、それに先行する認識を提示することによってである。ゆえに、直前の認識によって決定されないような認識は絶対的に説明不可能ということになる。しかし上で見たように、絶対的に不可知なものの概念は自己矛盾である。ゆえに直観の能力の存在を仮定することは、矛盾概念を含意する。したがってそのような能力は存在しないと考えるべきである。
同じく1868年にJournal of Speculative Philosophyに掲載された「四能力の否定の諸帰結」の冒頭においてパースは、自分が「人間に備わっているとされるいくつかの能力に関する疑問」において行ったデカルト主義批判を次の4点にまとめている：
- 我々には内観の能力はなく、内的世界に関する我々の知識はすべて、外的事実に関する我々の知識からの仮説的推論に由来する。
- 我々には直観の能力はなく、すべての認識は先行する認識によって論理的に決定される。
- 我々は記号を用いずに思考することはできない。
- 我々は絶対的に不可知なものの概念を持つことはできない。

##### 形式論理学における発見
- 1880-1881年には、否定論理和のfunctional completeness（en:Functional completeness）を示した[30]。これはヘンリー・M・シェファー (en:Henry M. Sheffer) の研究の33年前である。
- 1885年の「論理代数について」で、パースは一階の量化と二階の量化を区別した[31]。またこの同じ論文において彼は初めての公理的集合論として読めるものを提示しているが、これはエルンスト・ツェルメロの研究の20年以上前である。
- 1890年代後半までには、述語論理の図表的記法である存在グラフを開発していた。

### 形而上学
パースの形而上学は1878年の「自然の秩序」などにその萌芽がすでに見られるが、その輪郭がはっきりしてくるのは1884年の「デザインとチャンス」および1887-1888年の「謎への挑戦」においてである。パースの初めての体系的な形而上学の著作は、1891-1893年にかけて『モニスト』誌上に掲載された「モニスト形而上学シリーズ」(Monist Metaphysical Series) である。その内容は以下の通りである。
- 「理論の建築学」(The Architecture of Theories;1891)[35]
- 「必然性の教説再考」(The Doctrine of Necessity Examined;1892)[36]
- 「精神の法則」(The Law of Mind;1892)[37]
- 「人間のガラスのような本性」(Man's Glassy Essence;1892)[38]
- 「進化的愛」(Evolutionary Love;1893)[39]

また1898年に行われたケンブリッジ連続講演「推論と事物の論理」(Reasoning and the Logic of Things)も、パースの形而上学が体系的にまとまっているテクストである。以下、これらのテクストに沿ってパースの形而上学の主要な教説を概観する。

#### 偶然主義
パースの偶然主義 (tychism) については、「モニスト形而上学シリーズ」の第二論文「必然性の教説再考」が詳しい。そこで彼は「必然主義」(necessitarianism) の立場を次のように定義している：

［必然主義の命題は］ある時点において存在する物事の状態と、一定の不変な法則とを合わせれば、他のあらゆる時点における物事の状態が完全に決定される、という命題である（というのも未来の時点だけに限定するのは擁護不可能だから）。

偶然主義は必然主義の否定である。つまり自然法則の支配は絶対的ではなく、規則性からの何らかの逸脱が常に存在するという立場である。その論拠としてパースは以下の5点を挙げている：
- 機械的必然性は、自然において観察される物事の成長や複雑性の増大を説明できない。
- 法則からの無限小の逸脱を仮定することによって、宇宙の多様性を説明できる。
- 必然主義者は、規則性が存在するという一般的な事実を説明できないが、偶然主義者は、規則性そのものを、純粋偶然に起源を持ち、徐々に進化してきたものとして説明できる。必然主義者は、自然法則が存在するという事実をそれ以上説明できない絶対的な所与として扱うが、これは探究の道を塞ぐ仮説である。
- 必然主義は意識を一種の幻想にしてしまう。
- 純粋偶然の仮説から演繹される帰結が、観察されている事実と合致する（この点に関する詳しい説明は「必然性の教説再考」にはない）。

#### 連続主義
「連続主義」(synechism) は、パースがギリシア語のσυνεχής（シュネケース：「連続的」）から案出した造語である。彼自身の説明によれば、連続主義は何らかの絶対的な形而上学的教説というよりは、我々がいかなる仮説を編み出し、検討すべきかを規定する、論理学の規範原理である。平たく言えば、連続主義はあらゆる物事に連続性を見出していこう、という考え方である。
ここで「連続性」という概念をどう理解するかが問題であるが、パース自身、生涯を通して数学における連続性概念について思索を深めていった経緯があり、一つの固定的な捉え方があるわけではない。ただ、1895年以降、彼の思考が成熟していくにつれて、一つの明確なモチーフが浮かび上がってくる。それは、「真の連続体」(true continuum) は、いくら無限に要素があろうと、単なる集合に還元することはできない、という発想である。ゲオルク・カントールは、1874年の論文で連続体を実数全体の集合と同一視したが、パースはこれを「疑似連続体」(pseudo-continuum) と呼んで斥けている。彼によれば、真の連続体は、集合の濃度によって決まるのではなく、要素同士の繋がり方によって決まる。そして真の連続体に特徴的な要素の繋がり方は、「直接的連結」(immediate connection) だと彼は言う。二つの要素、AとBが、ある意味において同一であるとき、AとBは直接的連結の関係にあると定義する。しかし、この「ある意味において」が問題である。
ケンブリッジ連続講義の第3講義「関係項の論理学」に、この問題を解いてくれそうな例がある。連続的な線に点を書いたとする。次にその点の箇所で線を切断し、左側の領域Lと右側の領域Rを作る。そうすると元の点は二つの点になる。一つはLの右端に、もう一つはRの左端にできる。ここで再度二つの端をくっつけると、二つの点はまた一つに戻る。
この思考実験が示しているのは、二つの要素、AとBは、同一でありながら潜在的に異なることが可能だということである。もし外部から不連続性が課されると、AとBの違いが顕わになるような順序性が存在していると言える。しかし不連続性が導入される以前は、AとBは異なるとは言えない。これがパースにとって、真の連続体の最も重要な特徴である。すなわち、それは個体的要素の集まりではなく、むしろ個体を書き込むことのできる存在者なのである。連続体の要素間で関係が成り立つのでは決してなく、連続体そのものが関係の構造だというわけである。個体性は、あくまで外部的な確定の結果生まれるのであって、切断前においてAとBが同一であるか異なるかという問いは厳密には意味を成さない。「他性 (otherness) や同一性(identity)の適切な定義は個体の世界を前提とする。個体から構成されていないような世界、すなわちあらゆる部分が同種の部分から成るような世界においては、個体が認められる限りにおいてのみ他性や同一性は成り立つ」。
以上、パースの数学的連続性の概念を見てきたが、この概念が、数学外の世界でいかなる意味を持つのかと疑問に思われるかもしれない。ここで重要なのは、パースが「一般概念」を真の連続体と同一視するということである。「関係項の論理学に照らせば、一般者 (general) は正確に連続体であることが分かる。したがって、連続性の実在性を主張する教説は、スコラ哲学者たちが実念論 (realism) と呼んだ教説と同じである」。真の連続体が、可能な要素の空間であるのと同様に、一般概念は、可能な具体的事例の空間を指定する。さて、連続体の一つの性質に、どの二つの要素を取っても、その間の要素が必ず存在する、という性質がある（これを「稠密性」と呼ぶ）。一般概念の場合も同様に、どの二つの具体的事例を取っても、その間の性質を持つような事例を考えることができる。例えば「猫」という概念の場合、「黒い猫」と「茶色の猫」の間の性質を持つ「黒茶色の猫」を考えることができる。重要なのは、どれだけ多くの個体を集めても、決して一般概念を尽くすことはできないという点である。真の連続体が点の集合に還元できないのと同様に、一般概念もその個々の体現事例に還元することはできないのである（実念論）。
もちろん、二つの具体的事例の中間の性質を持つような事例が、現実に存在するとは限らない。例えば「猫」と「犬」は一見したところ、全くかけ離れている。しかし、それらが互いに完全に切り離された概念だと考えると、我々の知識はそこで止まってしまう。「猫」と「犬」との間には確かに不連続性があるが、その不連続性は絶対的ではなく、より高次の連続性に対して相対的であると考えるべきである。かくして、その二つの概念を包括する高次の類概念として「哺乳類」という概念が編み出され、我々の切り離された知識も統合される。これがすなわち連続主義の持つ規範性である。つまり連続主義は、一見全く性質の異なる二つのものがあったとしても、それらが互いに切断されていると考えるのではなく、何らかの隠れた関係が存在するという前提で探究せよ、と命じる発見法的仮説である。
パースが挙げる例に睡眠と覚醒というのがある。我々は普通、起きている状態と寝ている状態は全く異なる状態だと考えがちであるが、実際は、我々が寝ているときも、我々が思っているほど寝ているわけではなく、また我々が起きているときも、我々が思っているほど起きているわけではない、と彼は言う。「我」と「汝」の違いについても同様である。連続主義者は、「私は完全に私であり、あなたではない」と言ってはいけない。また生と死も連続的であり、あくまで程度の差だと彼は述べている。
これらの例からも分かるように、連続主義はあらゆるものの本質的同一性を説く考え方であるが、これは、先に述べた真の連続体の特徴とも関わっている。不連続性が課される以前は、個々の要素の同一性について云々することが不可能であったのと同様に、一般概念においても、個々の具体的事例は、現実化以前は全体の構造の中でいわば「融け合って」いるのである。また、科学的探究とは、個々の具体的な事物や出来事を理解可能にしていく過程であるが、何かを理解するとは、それを一般概念の特殊なケースにすることであるから、科学とは、個々の具体的事例を一般概念に包摂していくプロセスと捉えることができる。そして一般概念＝連続体だとすれば、科学的探究とは、個々の具体的事例を連続体に包摂していくプロセスということになる。これがパースにとっての「最高善」(summum bonum) である。宇宙進化の究極の目標は、あらゆるものが、一つの完全な連続体として結晶化することである。我々人間は、その宇宙進化の極小な一部を担っていると彼は考えていたわけである。

#### 客観的観念論
連続主義の心身問題への応用として、精神と物質の連続性が帰結する。「精神の法則」においてパースは次のように述べている。

私が提示した原理によって次のことが要請される。すなわち、これらの［色や音などの］感覚は連続的に神経に伝達されるから、それらに似た何かが刺激源自体にあるはずだと。

これがパースの「客観的観念論」(objective idealism) の立場である。客観的観念論によれば、「物質は退化した精神であり、物理法則は凝り固まった習慣である」。観念の作用を司る法則が宇宙の最も根本的な法則であり、物理法則はあくまでその特殊な現れに過ぎない。

## 再検討の科学
パースは数学を哲学よりも一般的・普遍的・抽象的な学問分野とみなした。
彼は生涯を通して何度か哲学の分類を試みているが、1902年以降の最終版の分類では、彼は哲学を二種類、すなわち「第一哲学」(philosophia prima) と、「最終哲学」(philosophia ultima) ないし「綜合哲学」(synthetic philosophy) に分けている。
第一哲学の本質を上手く捉える用語として、パースはジェレミ・ベンサムのcenoscopy (coenoscopy) を採用している。cenoscopyは「共通のものの観察」を意味するギリシア語のκοινοσκοπιάに由来する。この名称の通り、パースは第一哲学を、特殊な実験を行わず、人間の日常生活における観察から得られるデータに基づく実証学として捉えていた。第一哲学はさらに現象学、規範学、そして形而上学に分類される。cenoscopyに対置されるのが、実験や探索などの特殊な観察方法に基づくidioscopy、すなわち特殊科学である。idioscopyは「固有なものの観察」を意味するギリシア語のιδιοσκοπιάに由来する。最終哲学ないし綜合哲学の仕事は、それぞれの特殊科学の成果を統一的な視点から綜合することである。

## 情報学
1886年にはブール演算が電子回路によって実現され得ることに気付いていた。これは今日のコンピュータに代表されるディジタル回路と呼ばれる電子回路の応用そのものと言える発想であり、日本の中嶋章やクロード・シャノンによる同様な成果の50年以上も前である。

## 著作
パースが生前出版した著書は、分光分析の手法を天文学に応用した『測光研究』(Photometric Researches;1878) と、ジョンズ・ホプキンズ大学の院生たちとの共著である『論理学研究』(Studies in Logic;1883) の2冊のみである。それ以外の彼の研究はすべて、学術雑誌に投稿された論文や書評、そして死後遺された手稿に分散している。現在、彼の代表的著作を集めた著作集はいくつかあるが、それらを本記事中の略号とともに以下に示す。なお、Writings of Charles S. Peirceは現在刊行中であり、予定されている全30巻のうち、7巻が出版されている（2015年3月現在）。詳しい文献リストについてはen:Charles Sanders Peirce bibliographyを参照。

### 著作集・略号
- CP m. n=Collected Papers of Charles Sanders Peirce, vols. 1-6, eds. Charles Hartshorne and Paul Weiss (1931-1935);vols. 7 & 8, ed. Arthur W. Burks (1958). Cambridge:Harvard University Press. mは巻番号、nは段落番号。
- NEM m, n=The New Elements of Mathematics, 4 vols. ed. Carolyn Eisele. Hague:Mouton, 1976. mは巻番号、nはページ番号。
- EP m, n=The Essential Peirce:Selected Philosophical Writings, 2 vols. ed. Peirce Edition Project. Bloomington & Indianapolis:Indiana University Press, 1992-1998. mは巻番号、nはページ番号。
- W m, n=Writings of Charles S. Peirce:A Chronological Edition, ed. Peirce Edition Project. Bloomington & Indianapolis:Indiana University Press, 1982-. mは巻番号、nはページ番号。
- RLT n=Reasoning and the Logic of Things:The Cambridge Conferences Lectures of 1898, eds. Kenneth Laine Ketner & Hilary Putnam. Cambridge:Harvard University Press, 1992.

### 邦訳
- 久野収ほか 訳『世界思想教養全集14：プラグマティズム』河出書房新社、1963年。
- 上山春平、山下正男 訳『世界の名著48：パース・ジェイムズ・デューイ』中央公論社、1968年。
- 浅輪幸夫 訳『偶然・愛・論理』三一書房、1982年。
- 『パース著作集』1～3、勁草書房、1985年-1986年。
  - 「現象学」「記号学」「形而上学」の3巻3部門による著作集である。
- 伊藤邦武 訳『連続性の哲学』岩波書店、2001年。
- 植木豊 訳『プラグマティズム古典集成：パース、ジェイムズ、デューイ』作品社、2014年。